# The Fool
The Fool es el álbum debut de la banda Warpaint, lanzado el 25 de octubre de 2010, bajo el sello de la compañía discográfica Rough Trade.

## Lista de canciones
1. "Set Your Arms Down"
2. "Warpaint"
3. "Undertow"
4. "Bees"
5. "Shadows"
6. "Composure"
7. "Baby"
8. "Majesty"
9. "Lissie's Heart Murmur"

- Datos: Q1572366